# Raïon de Klitchaw
Le raïon de Klitchaw (en biélorusse : Клічаўскі раён, Klitchawski raïon) ou raïon de Klitchev (en russe : Кличевский район, Klitchevski raïon) est une subdivision de la voblast de Moguilev, en Biélorussie. Son centre administratif est la ville de Klitchaw.

## Géographie
Le raïon couvre une superficie de 1 800,32 km2, dans l'ouest de la voblast. Le raïon de Klitchaw est limité au nord par la voblast de Minsk (raïon de Berazino) et le raïon de Bialynitchy), à l'est par le raïon de Moguilev et le raïon de Bykhaw, au sud par le raïon de Kirawsk et à l'ouest par le raïon d'Assipovitchy.

## Histoire
Le raïon de Klitchaw a été créé le 17 juillet 1924.

## Population

### Démographie
Les résultats des recensements de la population (*) font apparaître une baisse continue de la population depuis 1959. Ce déclin s'est accéléré dans les premières années du XXIe siècle :
| 1959*  | 1970*  | 1979*  | 1989*  | 1999*  | 2009*  |
| ------ | ------ | ------ | ------ | ------ | ------ |
| 36 640 | 33 477 | 27 464 | 24 364 | 22 266 | 17 246 |

### Nationalités
Selon les résultats du recensement de 2009, la population du raïon se composait de deux nationalités principales :
- 95,6 % de Biélorusses ;
- 2,9 % de Russes.

### Langues
En 2009, la langue maternelle était le biélorusse pour 87,8 % des habitants du raïon de Klitchaw et le russe pour 11,1 %. Le biélorusse était parlé à la maison par 46,3 % de la population et le russe par 52,1 %.